# Come Sunday
Come Sunday ist ein Filmdrama von Joshua Marston, das am 21. Januar 2018 im Rahmen des Sundance Film Festivals erstmals gezeigt wurde. Der Film basiert auf einer wahren Geschichte und erzählt von dem Prediger Carlton Pearson.

## Handlung
Als der Evangelist Carlton Pearson  von der Nichtexistenz der Hölle predigt, sieht er sich der Verachtung seiner Kirche ausgesetzt.

## Produktion

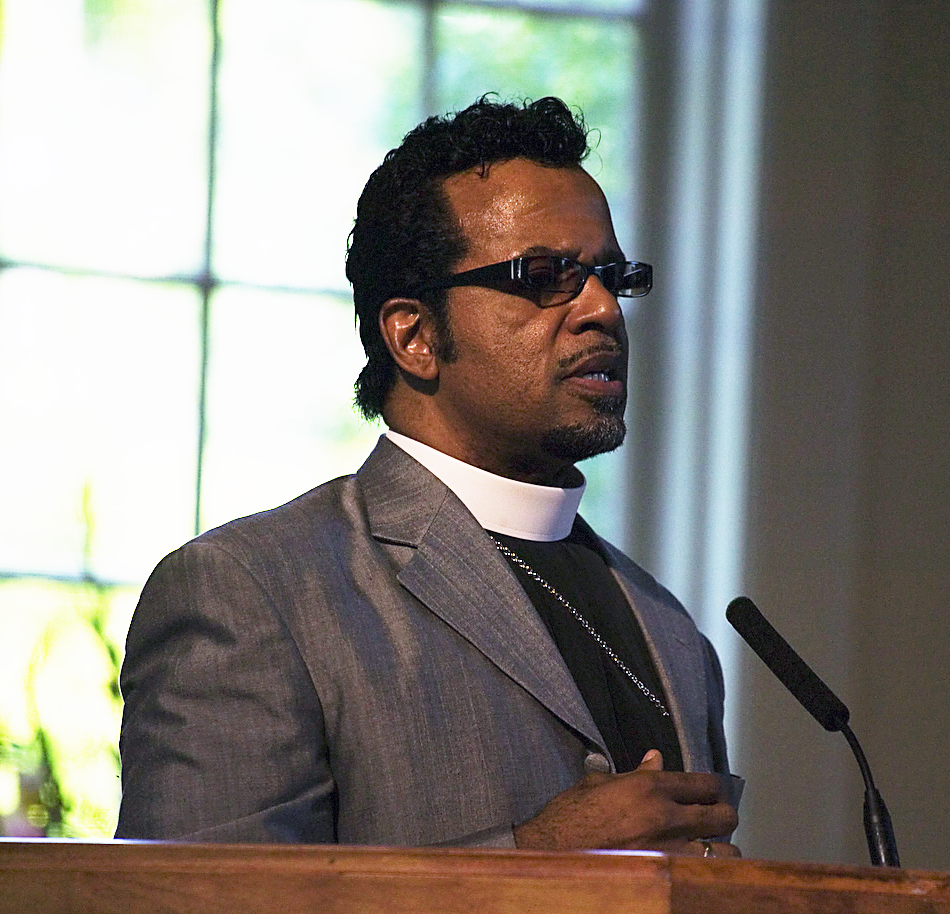
Der Prediger Carlton Pearson

Der Film basiert auf einer wahren Geschichte und erzählt von dem Prediger Carlton Pearson, einem bekannten evangelischen Pfarrer, der Anfang des 21. Jahrhunderts für einigen Wirbel sorgte, als er erklärte, es gäbe keine Hölle. Pearson verlor alles und musste seine Kirche von Grund auf neu aufbauen sowie seinen Glauben wiederfinden.
Regie führte Joshua Marston, das Drehbuch stammt von Marcus Hinchey.
Chiwetel Ejiofor spielt den Pfarrer Carlton Pearson.
Nachdem ursprünglich Robert Redford die Rolle des protestantischen Pfarrers Oral Roberts, einem US-amerikanischen Fernsehprediger der Methodistenkirche, übernehmen sollte, wurde diese Rolle letztlich mit Martin Sheen besetzt. Danny Glover übernahm die Rolle von Quincy Pearson, und Condola Rashād spielt Gina Pearson. Joni Bovill übernahm die Rolle von Yvette Flunder, einer Sängerin und Pastorin der City of Refuge United Church of Christ in Oakland und Bischöfin der Fellowship of Affirming Ministries. Jason Segel ist in der Rolle von Henry und Keith Stanfield in der Rolle von Reggie zu sehen.
Die deutsche Synchronisation entstand im Auftrag der VSI Synchron GmbH, Berlin nach einem Dialogbuch und unter der Dialogregie von Marianne Groß. Carlton Pearson wird in der deutschen Fassung von Torben Liebrecht gesprochen, Henry von Dennis Schmidt-Foß und Reggie von Konrad Bösherz.
Die Filmmusik wurde von Tamar-kali komponiert.
Die Dreharbeiten fanden ab Januar 2017 in und um Atlanta statt.
Der Film feierte am 21. Januar 2018 im Rahmen des Sundance Film Festivals seine Premiere. Im März 2018 wurde ein erster Trailer vorgestellt. Am 13. April 2018 wurde der Film in den USA in das Angebot von Netflix aufgenommen.